# Bibliographie sur le Japon
Cette bibliographie sur le Japon, non exhaustive, propose une sélection de livres classés par thème et, à l'intérieur de chaque thème, par niveau d'accessibilité ou de spécificité. Les livres généraux et/ou de vulgarisation seront donc placés en début de liste dans chaque catégorie pour permettre aux novices et aux débutants de ne pas se perdre dans leur choix et aux lecteurs avertis de pouvoir mieux cibler leur recherche.

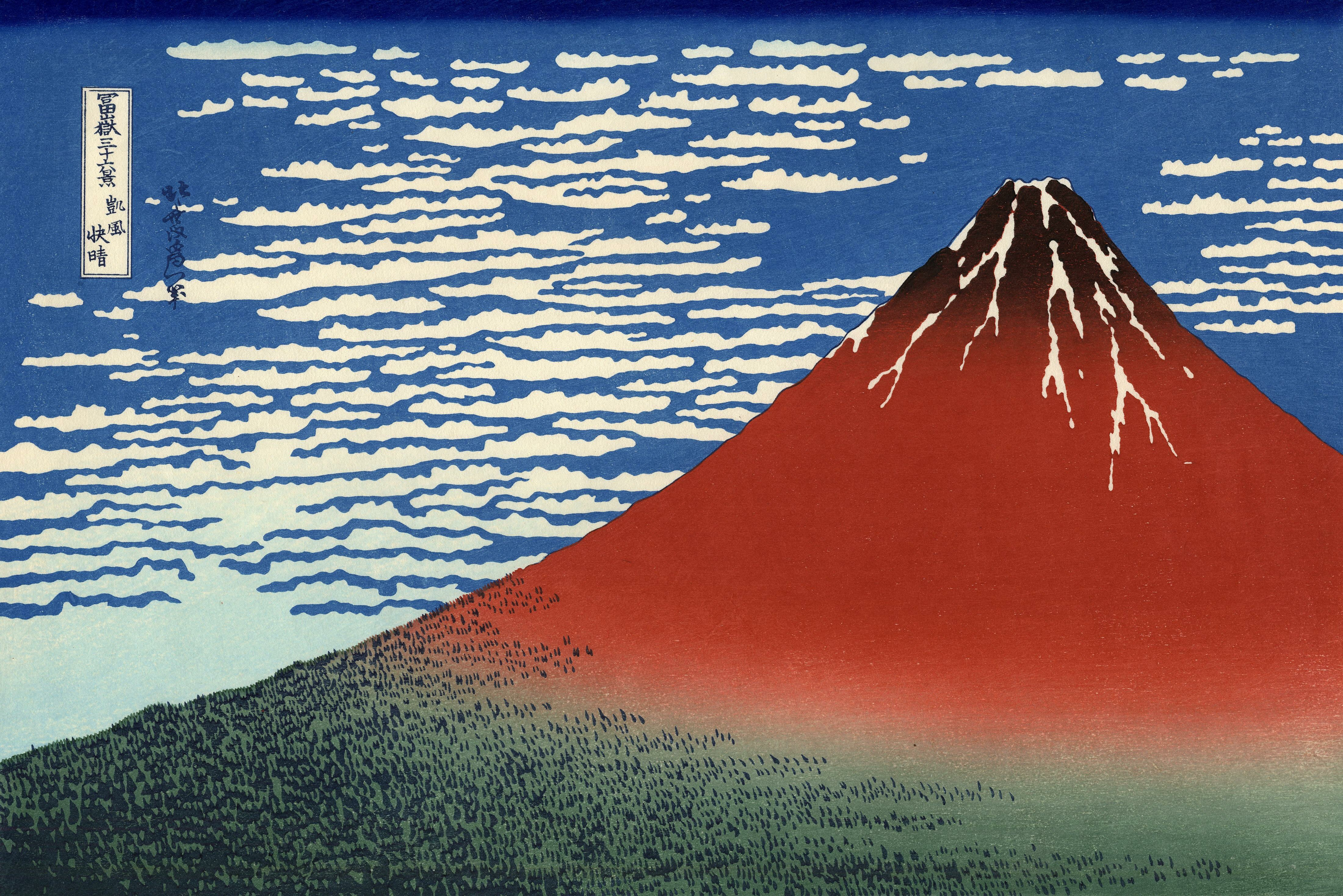
Le Fuji par temps clair (Trente-six vues du mont Fuji), Katsushika Hokusai (1760-1849).

## Géographie
- Cécile Asanuma-Brice, Un siècle de banlieue japonaise. Au paroxysme de la société de consommation. Ed° Métispresses, 2019, 256 p.  (ISBN 978-2-94-0563-43-2)
- Philippe Pelletier, L'Insularité dans la Mer intérieure japonaise, Cret de Bordeaux, 1995 (ISBN 978-2-905081-20-9).
- Philippe Pelletier, Le Japon, A. Colin, coll. « Prépas / Géographie », 1997 (ISBN 978-2-200-01650-0).
- Philippe Pelletier, La Japonésie. Géopolitique et géographie historique de la surinsularité au Japon, Paris, CNRS, coll. « Espaces et milieux », 1998, 391 p. (ISBN 2-271-05521-0).
- Philippe Pelletier, Japon. Crise d’une autre modernité, Paris, Belin, coll. « Asie plurielle », 2003, 207 p. (ISBN 2-7011-3419-6).
- Philippe Pelletier, Le Japon, Paris, Le Cavalier Bleu, coll. « Idées reçues », 2004, 127 p. (ISBN 2-84670-091-5).
- Philippe Pelletier, Le Japon. Une puissance en question, La Documentation française, coll. « La Documentation photographique », 2004.
- Philippe Pelletier, Le Japon. Géographie, géopolitique et géohistoire, Paris, SEDES, coll. « Impulsion », 2007, 288 p. (ISBN 978-2-7166-5002-1).
- Philippe Pelletier (Carine Fournier, cartographe), Atlas du Japon. Après Fukushima, une société fragilisée, Paris, Autrement, 2012, 96 p. (ISBN 978-2-7467-3213-1).
- Philippe Pelletier et Annick Gallouédec-Deshayes, Le Japon, La Documentation française, 1988.
- Philippe Pelletier et Marc Bourdier, L'Archipel accaparé. La question foncière au Japon, EHESS, 2001 (ISBN 978-2-7132-1317-5).

## Arts et traditions

### Ouvrages généraux
- Danielle Elisseff et Vadime Elisseff, L'Art de l'ancien Japon, Paris, Mazenod, 1980, 620 p. (ISBN 2-85088-010-8).
- Joan Stanley-Baker (trad. de l'anglais), L'Art japonais, Paris, Thames & Hudson, coll. « L'Univers de l'art », 1990, 213 p. (ISBN 2-87811-016-1).
- Miyeko Murase (trad. de l'anglais), L'Art du Japon, Paris, LGF - Livre de Poche, coll. « La Pochothèque », 1996, 414 p. (ISBN 2-253-13054-0).
- Christine Guth, Le Japon de la période Edo, Flammarion, coll. « Tout l'art », 1996, 175 p. (ISBN 2-08-012280-0).
- Christine Shimizu, L'Art japonais, Flammarion, coll. « Tout l'art », 2008, 448 p. (ISBN 978-2-08-013701-2).

### Arts graphiques

#### Dessin et estampe
- Jocelyn Bouquillard (préf. Gisèle Lambert), Le Tôkaidô d'Hiroshige, Paris, Art Stock, coll. « Bibliothèque de l'Image », 1995, 95 p. (ISBN 2-914239-69-6).
- Matthi Forrer (trad. de l'anglais), Hokusai, Paris, Art Stock, coll. « Bibliothèque de l'image », 1998, 95 p. (ISBN 2-909808-28-9).
- Marco Fagioli, Shunga. L'art d'aimer au Japon, Seuil, coll. « Livre illustré », 1998, 174 p. (ISBN 2-02-033857-2).
- Gabriele Fahr-Becker (trad. Annie Berthold), L'Estampe japonaise, Cologne, Taschen, 2002 (réimpr. 1999), 200 p. (ISBN 3-8228-2057-1, présentation en ligne).
- Sherman E. Lee (trad. de l'anglais par Isabelle Charrier, préf. Daniel J. Boorstin), Hiroshige, carnets d'esquisses, Paris, Phébus, 2001, 175 p. (ISBN 2-85940-768-5)Images provenant des deux carnets d'esquisses de Hiroshige conservés à la Bibliothèque du Congrès de Washington (collection Crosby Stuart Noyes).
- Amano Masanao et Julius Wiedemann, Manga, Taschen, 2004, 568 p. (ISBN 3-8228-2591-3).
- Images du monde flottant. Peintures et estampes japonaises : XVIIe et XVIIIe siècles, Galeries nationales du Grand Palais, 27 septembre 2004-3 janvier 2005  (trad. de l'anglais), Paris, Réunion des Musées nationaux, 2004, 398 p. (ISBN 2-7118-4821-3).

#### Costumes
- Sylvie Buisson et Dominique Buisson, Kimono. Art traditionnel du Japon, Lausanne/Paris, Bibliothèque des arts, 1983, 271 p. (ISBN 2-88001-136-1).
- Aude Fieschi, Kimono d'art et de désir, Arles, Picquier, coll. « Écrits dans la paume de la main », 2002, 131 p. (ISBN 2-87730-564-3).
- Collectif, Fleurs d'automne. Costumes et masques du théâtre nô, ADAM (Association pour la diffusion de l'archéologie méridionale, coll. « Textures », 2002, 192 p. (ISBN 2-87660-358-6).

#### Musique
- Pierre Landy, Musique du Japon, Paris, Buchet/Chastel, coll. « Les Traditions musicales », 1970, 309 p. (ISBN 2-7020-1638-3).
- Tamba Akira, La Musique classique du Japon. Du XVe siècle à nos jours, Aurillac, POF (Publications orientalistes de France), 2001, 175 p. (ISBN 2-7169-0323-9)Livre et CD.

#### Architecture et jardins
- Serge Salat et Françoise Labbé, Créateurs du Japon, Paris, Hermann, 1986, 199 p. (ISBN 2-7056-6058-5).
- Keane Ohashi (trad. de l'anglais), L'Art du jardin au Japon, Arles, Philippe Picquier, 1999, 184 p. (ISBN 2-87730-454-X).
- Tomomi Muramatsu et Naoya Hatakeyama (trad. du japonais), Tawaraya. Une auberge traditionnelle au Japon, Arles, Philippe Picquier, 2002, 222 p. (ISBN 2-87730-613-5).
- Collectif (trad. de l'anglais), L'Art de vivre au Japon, Paris, Flammarion, coll. « L'art de vivre », 2002, 287 p. (ISBN 2-08-200832-0).
- Alexandra Black (trad. de l'anglais), La Maison japonaise, Paris, Flammarion, coll. « Arts décoratifs », 2002, 215 p. (ISBN 2-08-200726-X).
- Amy Sylvester Katoh et Shin Kimura (trad. de l'anglais), Maisons traditionnelles du Japon, Paris, Flammarion, 2004, 192 p. (ISBN 2-08-200986-6).
- Jean-Sébastien Cluzel, Architecture éternelle du Japon. De l'histoire aux mythes, Dijon, Faton, 2008, 477 p. (ISBN 978-2-87844-107-9).
- Jean-Sébastien Cluzel et Nishida Masatsugu (dir.), Le Sanctuaire d'Ise. Récit de la 62e reconstruction, Mardaga, 2015, 192 p. (ISBN 978-2-8047-0289-2).

#### Multimédia
- Tadao Sato, Le Cinéma japonais, vol. I, Centre Pompidou, coll. « Cinéma pluriel », 1998, 264 p. (ISBN 2-85850-919-0).
- Tadao Sato, Le Cinéma japonais, vol. II, Centre Pompidou, coll. « Cinéma pluriel », 1999, 324 p. (ISBN 2-85850-930-1).

#### Photographies
- Regards sur le Japon, t. 76, Reporters sans frontières (RSF) / édition illustrée, coll. « 100 photos pour la liberté de la presse », 6 juin 2024, 144 p. (ISBN 978-2362200991)[1]

#### Divers
- Dominique Buisson, Japon papier, Paris, Terrail, 1991, 223 p. (ISBN 2-87939-008-7).
- Zülal Aytüre-Scheele (3 volumes), L'Encyclopédie des origamis, Fleurus, coll. « Savoir créer », 2001 (ISBN 2-215-07136-2).
- Christine Shimizu, La Porcelaine japonaise, Paris, Charles Massin, 2002, 124 p. (ISBN 2-7072-0425-0).
- Éric Faure, Les Fêtes traditionnelles à Kyôto : un voyage dans les traditions de l'ancien Japon, Paris/Budapest/Torino, L'Harmattan, 2003, 226 p. (ISBN 2-7475-5451-1).
- Georges Le Gars, Imari. Faïences et porcelaines du Japon, de Chine et d'Europe, Paris, Charles Massin, 2004, 172 p. (ISBN 2-7072-0482-X).
- Marie Lecasseur, Netsukimono. Le Japon côté nature, Paris/Bar-le-Duc/Commercy, Somogy, 2005, 102 p. (ISBN 2-85056-878-3).
- Le Japon, Perspective no 1, 2020, Paris, INHA  (ISBN 978-2-917902-89-9) (lire en ligne)

## Société, civilisation, ethnologie
- Ruth Benedict, Le Chrysanthème et le Sabre, Picquier, 1995, 350 p. (ISBN 978-2-87730-234-0 et 2-87730-234-2).
- Christian Kessler, Le Petit Dictionnaire du Japon, Desclée De Brouwer, 1996, 120 p. (ISBN 978-2-220-03659-5).
- Christian Kessler, Les Kamikazés japonais (1944-1945), Paris, Libres d'écrire, coll. « Témoignages », 2019, 176 p. (ISBN 978-2-7178-7048-0).
- Christian Kessler, Les kamikazés japonais dans la guerre du Pacifique : 1944-1945, Paris, Economica, 2018, 176 p. (ISBN 978-2-7178-7048-0).
- Christian Kessler, Le Château et sa ville au Japon. Pouvoir et économie du XVIe au XVIIIe siècle, Paris, Sudestasie, 1995, 393 p. (ISBN 2-85881-084-2).
- Augustin Berque (dir.), Dictionnaire de la civilisation japonaise, Paris, Hazan, 1994, 537 p. (ISBN 2-85025-348-0).
- Danielle Elisseeff et Vadime Elisseeff, La Civilisation japonaise, Paris, Arthaud, coll. « Les grandes civilisations », 1994, 670 p. (ISBN 2-7003-0014-9).
- (en) Shmuel Eisenstadt, Japanese Civilization : A Comparative View, University of Chicago Press, 1996, 596 p. (ISBN 978-0-226-19558-2).
- Pierre-Émile Durand, Le Japon des quatre saisons, Rennes, Carabe, 1998, 203 p. (ISBN 2-913515-00-2).
- Nelly Delay, Le Japon éternel, Paris, Gallimard, coll. « Découvertes », 1998, 160 p. (ISBN 2-07-053411-1).
- Louis Frédéric, Le Japon. Dictionnaire et civilisation, Paris, Robert Laffont, coll. « Bouquins », 1999, 1419 p. (ISBN 2-221-06764-9).
- Takashi Moriyama, L'Abécédaire du Japon, Arles, Picquier poche, 1999, 170 p. (ISBN 2-87730-453-1).
- Dominique Buisson, Le Corps japonais, Paris, Hazan, 2001, 215 p. (ISBN 2-85025-793-1).
- Kyoko Aihara (trad. de l'anglais), Geisha. Une tradition vivante, Courbevoie, Soline, 2001, 128 p. (ISBN 2-87677-431-3).
- Étienne Barral, Otaku. Les enfants du virtuel, Paris, J'ai lu, 2001, 318 p. (ISBN 2-290-31205-3).
- Alec Dubro et David Kaplan (trad. de l'anglais), Yakuza. La mafia japonaise, Arles, Philippe Picquier, coll. « Picquier poche », 2001, 616 p. (ISBN 2-87730-572-4).
- Laurence Caillet, Fêtes et Rites des quatre saisons au Japon, Cergy, POF (Publications orientalistes de France), coll. « La Bibliothèque japonaise », 2002, 613 p. (ISBN 2-7169-0334-4).
- Jocelyne Sourisseau, Bonjour : Konichiwa. Pour une meilleure communication entre Japonais et Français, Paris/Budapest/Torino, L'Harmattan, 2003, 266 p. (ISBN 2-7475-5218-7).
- André Leroi-Gourhan, Pages oubliées sur le Japon, Grenoble, Millon, 2004, 469 p. (ISBN 2-84137-155-7).
- Jean-François Sabouret, Japon, peuple et civilisation, La Découverte, 2004, 232 p. (ISBN 978-2-7071-4433-1).
- Jean-François Sabouret (dir.), La Dynamique du Japon, Saint-Simon, 2005, 432 p. (ISBN 978-2-915134-21-6).
- Dominique Rivolier, Rires du Japon, Philippe Picquier, 2005, 122 p. (ISBN 2-87730-773-5).
- François Macé et Mieko Macé, Le Japon d'Edo, Paris, Les Belles lettres, coll. « Guide belles lettres des civilisations », 2006, 319 p. (ISBN 2-251-41034-1).
- C. Parvulesco, Samouraï et kamikaze. La tradition guerrière du Japon, Boulogne-Billancourt, Du May, 2009, 159 p. (ISBN 978-2-84102-126-0).
- Chikao Uranaka, Police et contrôle social au Japon, Paris, L'Harmattan, coll. « Sécurité et société », 2010, 447 p. (ISBN 978-2-296-11209-4).
- Jean-François Sabouret, Japon, la fabrique des futurs, Paris, CNRS Éditions, 2011, 78 p. (ISBN 978-2-271-07138-5).
- Valérie Niquet, Le Japon en 100 questions : Un modèle en déclin ?, Editions Tallandier, coll. « En 100 questions », 2020, 237 p. (ISBN 979-1021033955)

## Découverte et tourisme
- Dorothée de Boisséson (trad. de l'anglais), Le Grand Guide du Japon, Paris, Gallimard, coll. « Bibliothèque du Voyageur », 1994, 429 p. (ISBN 2-07-056861-X).
- Danielle Mahuzier et Yves Mahuzier, Le Japon que j'aime, Paris, Solar, 2000, 80 p. (ISBN 2-263-03051-4).
- Michaël Ferrier, La Tentation de la France, la tentation du Japon. Regards croisés, Picquier, 2003 (ISBN 2-87730-663-1).
- Philippe Pons et Pierre-François Souyri, Le Japon des Japonais, Paris, Liana Lévi, coll. « L'autre guide », 2004, 159 p. (ISBN 2-86746-287-8).
- Collectif (trad. de l'anglais), Japon, Paris, Hachette, coll. « Les guides voir », 2004, 408 p. (ISBN 2-01-243907-1).
- Collectif, Le Goût de Tokyo, Mercure de France, coll. « Le Petit Mercure », 2008, 128 p. (ISBN 978-2-7152-4684-3).
- Collectif, Le Goût de Kyoto, Mercure de France, coll. « Le Petit Mercure », 2013, 128 p. (ISBN 978-2-7152-4685-0).
- Collectif, Le Goût du Japon. Les grands écrivains racontent Tokyo et Kyoto, Mercure de France, 2016, 128 p. (ISBN 978-2-7152-4424-5).

## Divers
- Okakura Kakuzo (trad. de l'anglais), Le Livre du thé, Paris, Dervy, coll. « L'être et l'esprit », 1999, 135 p. (ISBN 2-85076-956-8).
- Collectif, 100 regards inédits sur le Japon + 1 000 bonnes adresses japonaises en France, Paris, Jipango, 2004, 193 p. (ISBN 2-9520584-0-7).
- Bernard Marillier, Shintô, Puiseaux, Éditions Pardès, coll. « B.a.-ba », 1999, 127 p. (ISBN 2-86714-174-5).
- Annick Horiuchi, Les Mathématiques japonaises à l'époque d'Edo, Paris, Vrin, coll. « Mathesis », 2000, 409 p. (ISBN 2-7116-1213-9).

## Histoire
- Robert Guillain, La Guerre au Japon. De Pearl Harbour à Hiroshima, Paris, Stock, 1979, 386 p. (ISBN 2-234-01018-7).
- Eddy Dufourmont, Histoire politique du Japon, de 1853 à nos jours, Presses Universitaires de Bordeaux, 2020, 496 p.  (ISBN 979-1030005691).
- Eddy Dufourmont, Rousseau au Japon, Nakae Chômin et le républicanisme français (1874-1890), 2018, 257 p.  (ISBN 979-1030002768).
- Eddy Dufourmont, Confucianisme et conservatisme : La trajectoire intellectuelle de Yasuoka Masahiro (1898-1983), 2014, 347 p.  (ISBN 2867818796).
- Jacques Gravereau, Le Japon, l'ère de Hirohito, Paris, La Documentation française, coll. « Notre siècle », 1988, 525 p. (ISBN 2-11-080929-9).
- Philippe Pons, D'Edo à Tôkyô. Mémoires et modernités, Paris, Gallimard, coll. « Bibliothèque des sciences humaines », 1988, 458 p. (ISBN 2-07-071193-5).
- Maya Morioka Todeschini, Hiroshima 50 ans. Japon-Amérique : mémoire au nucléaire, Autrement, coll. « Mémoires », 1995, 239 p. (ISBN 2-86260-555-7).
- Francine Hérail, Histoire du Japon. Des origines à la fin de Meiji, Paris, POF (Publications orientalistes de France), coll. « Bibliothèque japonaise », 1996, 461 p. (ISBN 2-7169-0238-0).
- François Garçon, La Guerre du Pacifique, Paris/Firenze, Casterman / Giunti, coll. « XXe siècle », 1997, 127 p. (ISBN 2-203-61028-X).
- Philippe Pons, Misère et crime au Japon du XVIIe siècle à nos jours, Paris, Gallimard, coll. « Bibliothèque des sciences humaines », 1999, 551 p. (ISBN 2-07-074946-0).
- Inazo Nitobe (trad. de l'anglais), Bushidô, l'âme du Japon, Noisy-sur-École, Budostore, 2000, 190 p. (ISBN 2-84617-011-8).
- Danielle Elisseeff, Histoire du Japon, Monaco/Paris, Rocher, coll. « Le présent de l'Histoire », 2001, 231 p. (ISBN 2-268-04096-8).
- Collectif, Dictionnaire historique du Japon, Maisonneuve et Larose, coll. « Monde asiatique », 2002, 2993 p. (ISBN 2-7068-1633-3).
- Lionel Babicz, Le Japon face à la Corée à l'époque Meiji, Paris, Maisonneuve et Larose, coll. « L'Asie en perspective », 2002, 271 p. (ISBN 2-7068-1604-X).
- Annick Poussart (préf. Francine Lelièvre et Hiroshi Nozaki), Japon, Montréal, Pointe-à-Callière, Musée d’archéologie et d’histoire de Montréal, 2006, 128 p. (ISBN 2-921718-42-1).
- Hashizume Bun (trad. du japonais, autobiographie), Le jour où le soleil est tombé… j'avais 14 ans à Hiroshima, Lille, Cénacle de France, 2007, 219 p. (ISBN 978-2-916537-01-6 et 2-916537-01-5).
- Jean-Marie Thiébaud, La Présence française au Japon du XVIe siècle à nos jours, Paris, L'Harmattan, coll. « Recherches asiatiques », 2008, 477 p. (ISBN 978-2-296-05142-3).
- Chikao Uranaka, Police et contrôle social au Japon, Paris, L'Harmattan, coll. « Sécurité et société », 2010, 447 p. (ISBN 978-2-296-11209-4).
- Francine Hérail (dir.), Guillaume Carré, Jean Esmein, Francine Hérail, François Macé et Pierre Souyri, L'Histoire du Japon. Des origines à nos jours, Paris, Éditions Hermann, 2010, 1413 p. (ISBN 978-2-7056-6640-8).
- Christian Galan et Jean-Marc Olivier (dir.), Histoire du Japon et au Japon. De 1853 à nos jours, Toulouse, Privat, 2016, 351 p. (ISBN 978-2-7089-0547-4).
- Pierre Sevaistre, Le Japon face au monde extérieur : Une histoire revisitée, Paris, Les Indes savantes, coll. « Asie », 2017, 277 p. (ISBN 978-2-84654-449-8)

## Langue
Écriture
- Olivier Magnani, Mikado. Apprendre ou réviser son vocabulaire japonais de base en s'amusant, Paris, Ellipses, coll. « Bloc-notes », 2004, 157 p. (ISBN 2-7298-1981-9).
- Collectif, Petit dictionnaire français-japonais (avec transcription phonétique japonaise en lettres latines), Paris, Shanghai Translation Publishing House / You Feng, 1987, 452 p. (ISBN 2-906658-06-5).
- Wolfgang Hadamitzky et Pierre Durmous, Kanji et Kana. Manuel de l'écriture japonaise et dictionnaire des 1 945 caractères officiels, Maisonneuve, 1987, 394 p. (ISBN 2-7200-1057-X).
- Pierre Sevaistre, Nihong-Go : Cette étrange langue qu'utilisent les Japonais, Les Indes savantes, coll. « Etudes japonaises », 2018, 103 p. (ISBN 978-2-84654-496-2)
- Jean-Claude Martin, Mémento et dictionnaire des kanji. 1 945 kanji usuels japonais, Paris, Fransorient, 2004, 7e éd., 228 p. (ISBN 2-9501677-5-6).

Vocabulaire
- Nathalie Rouillé et Isabelle Raimbault, Kakikata. Écrire en japonais, Paris, Ellipses, coll. « Bloc-notes », 2005, 125 p. (ISBN 2-7298-2279-8).

Grammaire et apprentissage
- A. Delteil, Y. Seko et Y. Takei, Japonais. Manuel de première année, Aix-en-Provence, Publications de l'Université de Provence, coll. « Didactilangue », 2006, 234 p. (ISBN 2-85399-628-X).
- Catherine Garnier et Mori Toshiko, Le Japonais sans peine, t. I, Assimil, coll. « Sans peine », 1995, 355 p. (ISBN 2-7005-0120-9).
- Stéphane Gillot et Reiko Nagase, 1001 expressions pour tout dire en japonais, Paris, Ellipses, 2005, 175 p. (ISBN 2-7298-2579-7).
- Kunio Kuwae, Manuel de japonais, t. I, Paris, Langues et Mondes L'Asiathèque, coll. « Connaître le Japon », 2006, 11e éd., 456 p. (ISBN 2-915255-22-9).Accompagné de 5 CDs
- Kunio Kuwae, Manuel de japonais, t. II, Langues et Mondes L'Asiathèque, coll. « Connaître le Japon », 1991, 1195 p. (ISBN 2-901795-08-0).
- Kunio Kuwae, Pratique du japonais, Paris, Langues et Mondes L'Asiathèque, coll. « Connaître le Japon », 2006, 816 p. (ISBN 2-915255-29-6).
- Reiko Shimamori, Grammaire japonaise systématique, Maisonneuve, 1997, 437 p. (ISBN 2-7200-1095-2).

Tourisme

## Littérature japonaise
- Shichirô Fukazawa, Narayama, Gallimard, coll. « Folio », 1959, 160 p. (ISBN 978-2-07-037179-2).
- Yukio Mishima, Le Pavillon d'or, Gallimard, coll. « Folio », 1975, 375 p. (ISBN 2-07-036649-9).
- Yukio Mishima (trad. du japonais), Confession d'un masque, Paris, Gallimard, coll. « Folio », 1983, 246 p. (ISBN 2-07-037455-6).
- Ryûnosuke Akutagawa, Rashômon et autres contes, Gallimard, coll. « Connaissance de l'Orient », 1986, 292 p. (ISBN 2-07-070748-2).
- Matsuo Bashô (trad. du japonais), Cent onze haiku, Lagrasse, Verdier, coll. « Poésie », 1998, 110 p. (ISBN 2-86432-291-9).
- Haruki Murakami (trad. du japonais), La Course au mouton sauvage : roman, Paris, Seuil, 1990, 298 p. (ISBN 2-02-010614-0) ; rééd. coll. « Points », 2002, 377 p.  (ISBN 2-02-056228-6).
- Shichirô Fukazawa, Narayama, Gallimard, coll. « Folio », 1959, 160 p. (ISBN 978-2-07-037179-2).
- Jun'ichirō Tanizaki (trad. du japonais par Gaston Renondeau), Quatre sœurs, Paris, Gallimard, coll. « Folio », 1997, 888 p. (ISBN 2-07-040211-8).
- Murasaki Shikibu, Le Dit du Genji. Magnificence. Impermanence, vol. 1-2, POF (Publications orientalistes de France), coll. « Les Œuvres capitales de la littérature japonaise », 1999, 1311 p. (ISBN 2-7169-0262-3).
- Jippensha Ikkû (trad. du japonais), À pied sur le Tôkaidô : roman picaresque, Paris, Philippe Picquier, 2000, 392 p. (ISBN 2-87730-361-6).
- Jean-Jacques Origas, Dictionnaire de littérature japonaise, Paris, PUF, coll. « Quadrige », 2000, 366 p. (ISBN 2-13-050441-8).
- Collectif (trad. du japonais), Contes et légendes du Japon, Paris, Flies France Éditions, coll. « Aux origines du monde », 2001, 2e éd., 222 p. (ISBN 2-910272-10-9).
- Jean Guillamaud, Histoire de la littérature japonaise, Paris, Ellipses, coll. « Littérature des cinq continents », 2002, 126 p. (ISBN 2-7298-0653-9).
- (ja) Buson Yosa (trad. du japonais), 66 haiku, Lagrasse, Verdier, coll. « Poésie », 2004, 66 p. (ISBN 2-86432-423-7).
- Natsume Sôseki, Botchan, Le Serpent à Plumes, coll. « Motifs », 2005, 248 p. (ISBN 2-84261-168-3).
- Kojiki : chronique des faits anciens  (trad. du japonais par Pierre Vinclair, calligraphies de Yukako Matsui), Amiens, Le Corridor bleu, 2011, 234 p. (ISBN 978-2-914033-32-9).

## Photographies
- William Klein, Tôkyô, Delpire, 1964, 184 p. (ASIN B00QQN1N5G).
- William Eugene Smith, Minamata. The Story of the Poisoning of a City, and of the People Who Chose to Carry the Burden of Courage, Paris, Centre national de la photographie, coll. « Photo Notes », 1991, 192 p. (ISBN 2-86754-070-4).
- Werner Bischof, Japon, Delpire, 1955, 114 p. (ASIN B0000DPWWZ).
- Thierry Girard (textes de Yuko Hasegawa, Nagahiro Kinoshita et Philippe Bata), La Route du Tôkaidô, Paris, Marval, 1999, 134 p. (ISBN 2-86234-274-2).
- Bernard Descamps, Japon, Trézélan, Filigranes, 2000, 51 p. (ISBN 2-910682-93-5).
- Nobuyoshi Araki, Araki, Paris, Nathan, coll. « Photo Poche », 2000, 50 p. (ISBN 2-09-754137-2).
- Beato Loti, Japon. Fin de siècle, Paris, Arthaud, coll. « Vieux Fonds Art », 2000, 11 p. (ISBN 2-7003-1280-5).
- (en) Shoichi Aoki, Fruits, Londres/New York/Paris, Phaidon Press, 2001, 304 p. (ISBN 0-7148-4083-1).
- Ling Fei, Jeunes Japonais. Extravagance des corps, Paris, Autrement, 2002, 158 p. (ISBN 2-7467-0169-3).
- Nicolas Bouvier, Le Japon de Nicolas Bouvier, Paris, Hoëbeke, coll. « Photographie », 2002, 125 p. (ISBN 2-84230-152-8).
- Xabi Etcheverry et Michel Temman, Avoir 20 ans à Tôkyô, Paris, Alternatives, 2005, 95 p. (ISBN 2-86227-441-0).
- (en) Shoichi Aoki, Fresh Fruits, Londres, Phaidon Press, 2005, 245 p. (ISBN 0-7148-4510-8).
- Alexandre Orloff et Salah Stétié, Kyôto, Imprimerie Nationale, 2005, 351 p. (ISBN 2-7433-0537-1).
- Tibor Bognar et Teresa Pérez, Japon. Visages de la métamorphose, Paris, Vilo, coll. « Mémoires du Monde », 2006, 283 p. (ISBN 978-2-7191-0685-3).

## Récits: des Occidentaux au Japon
- Hugues Krafft, Souvenirs de notre tour du monde, Paris, Hachette, 1885, 399 p. Récit d'un tour du monde en 1881-1883 au cours duquel le séjour au Japon a occupé la plus grande partie du voyage.
- Pierre Loti, Madame Chrysanthème, Calmann-Lévy, 1887 (ASIN B002CFHLGW).
- Henri Michaux, Un barbare en Asie, Gallimard, 1993 (1re éd. 1933) Contient Un barbare au Japon.
- Roland Barthes, L'Empire des signes, Paris, Seuil, coll. « Points Essais », 2005 (1re éd. 1970), 153 p. (ISBN 2-02-082704-2).
- Jean-Pierre Chabrol, Mille millions de Nippons, Julliard / Librairie Plon, 1971, 338 p. (ASIN B0014XXTN2).
- Nicolas Bouvier, Le Vide et le Plein. Carnets du Japon, 1964-1970, Paris, Hoëbeke, 2004, 185 p. (ISBN 2-84230-176-5).
- Nicolas Bouvier, Chronique japonaise, Paris, Payot, coll. « Voyageurs Payot », 1991 (1re éd. 1975), 290 p. (ISBN 2-228-88366-2).
- Marguerite Yourcenar, Le Tour de la prison, Gallimard, 1991.
- Robert Guillain, Aventure Japon, Paris, Arléa, 1998, 435 p. (ISBN 2-86959-373-2).
- Patrick Beillevaire, Le Voyage au Japon. Anthologie de textes français : 1858-1908, Paris, Robert Laffont, coll. « Bouquins », 2001, 1067 p. (ISBN 2-221-07019-4).
- Cloé Fontaine, Mes carnets du Japon, Paris, Flammarion, coll. « Carnets », 2002, 131 p. (ISBN 2-08-010879-4).
- Claude Tourniaire, Voiles de soie. Journal de voyage d'Hector Meynard, graineur de Valréas. De Marseille à Yokohama et retour 9 juillet-8 décembre 1871, Avignon, A. Barthélemy, 2002, 159 p. (ISBN 2-87923-150-7).
- Jean-François Sabouret, Besoin de Japon, Seuil, 2004, 267 p. (ISBN 978-2-02-057070-1).
- Michaël Ferrier, Tokyo, petits portraits de l'aube, Gallimard (1re éd. 2004) ; réédition, Arléa, coll. « Arléa-poche » no 157, 2010  (ISBN 978-2-86959-891-1).
- Michaël Ferrier, Japon, la barrière des Rencontres, Nantes, Cécile Defaut, 2009, 252 p. (ISBN 978-2-35018-074-8).
- Michaël Ferrier, Fukushima, récit d'un désastre, Paris, Gallimard, 2012, 262 p. (ISBN 978-2-07-013735-0).
- Frédéric Boilet, L'Apprenti japonais, Paris/Bruxelles, Les Impressions nouvelles, coll. « Traverses », 2006, 239 p. (ISBN 2-87449-005-9).
- Maurice Pinguet, Le Texte Japon, introuvables et inédits, Paris, Seuil, 2009, 196 p. (ISBN 978-2-02-099345-6).